# Masacre del Fuerte Mims
La Masacre del Fuerte Mims tuvo lugar el 30 de agosto de 1813, durante la Guerra Creek, cuando una fuerza de la tribu Creek pertenecientes a la facción de los Bastones Rojos, bajo el mando de los guerreros principales Peter McQueen y William Weatherford (también conocido como Lamochattee o Red Eagle), asaltó el Fuerte Mims y derrotó a los milicianos dentro. Posteriormente, se produjo una masacre y casi todos dentro del fuerte fueron asesinados, entre ellos Creeks que apoyaban a Estados Unidos (Creeks mestizos), colonos blancos y la milicia del fuerte. El Fuerte Mims era una empalizada con una fortificación que rodea las casas y dependencias del colono Samuel Mims, situado a unos 56 km directamente al norte de la actual Mobile, Alabama.

## Trasfondo
La Nación Creek se dividió en facciones, coincidiendo con la Guerra anglo-estadounidense de 1812. Un grupo de nativistas creeks, los Bastones Rojos, argumentó en contra las comodidades de los colonos blancos mientras que los otros creeks favorecieron la adopción del estilo de vida blanco. La facción de los Bastones Rojos de las Ciudades Superiores se opuso tanto a las cesiones de sus tierras a los colonos como a la asimilación de las Ciudades Inferiores a la cultura europeo-estadounidense. Los nativos pronto fueron llamados "Bastones rojos" porque habían levantado el "Bastón rojo de la guerra", un arma favorita y una declaración de guerra simbólica de los Creek. La guerra civil entre los Creek estalló en el verano de 1813 y los Bastones rojos atacaron a los caciques acomodacionistas y, en las ciudades superiores, comenzaron una matanza sistemática de animales domésticos, la mayoría de los cuales pertenecían a hombres que habían ganado el poder al adoptar aspectos de la Cultura europea. Sin comprender los problemas internos entre los Creek, los colonos blancos de la frontera se alarmaron por el aumento de las tensiones y comenzaron a "fortalecerse" y trasladarse a varios puestos y fuertes como el Fuerte Mims mientras se enviaban refuerzos a la frontera.

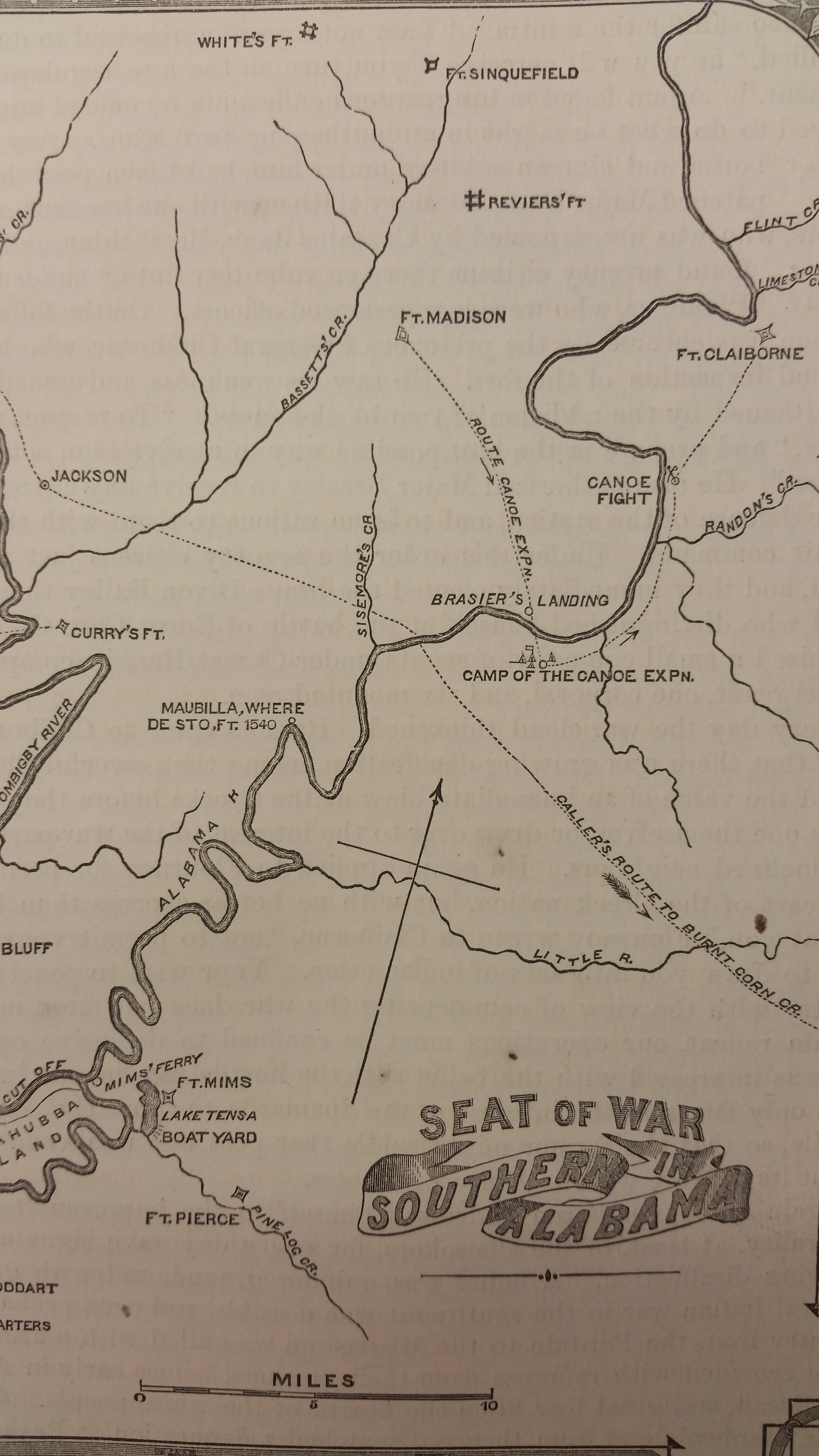
Mapa de Alabama durante la Guerra de 1812. El Fuerte Mims se encuentra en la parte inferior izquierda.

Los espías estadounidenses se enteraron de que el grupo de los Bastones Rojos comandado por Peter McQueen estaba en Pensacola, Florida para adquirir asistencia alimentaria, suministros y armas de los españoles. El comandante Creek recibió del gobernador español recién llegado, Mateo González Manrique, 45 barriles de maíz y harina, mantas, cintas, tijeras, navajas, algunos novillos y 1000 libras de pólvora y un suministro equivalente de balas de mosquete de plomo y perdigones. Cuando los informes del tren de carga Creek llegaron al coronel Caller, él y el mayor Daniel Beasley de los Voluntarios de Misisipi dirigieron una fuerza montada de 6 compañías, 150 fusileros de la milicia blanca y 30 mestizos Tensaw (personas de ascendencia mixta entre indígenas y blancos) bajo el mando de Capitán Dixon Bailey para interceptar a esos guerreros. James Caller tendió una emboscada a los Bastones Rojos en la Batalla de Burnt Corn en julio de 1813 cuando los Creek estaban comiendo al mediodía. Mientras las fuerzas de Estados Unidos saqueaban los trenes de carga, los guerreros regresaron y ahuyentaron a los estadounidenses. Estados Unidos estaba ahora en guerra con la Nación Creek.
En agosto de 1813, Peter McQueen y William Weatherford (Red Eagle) se convirtieron en jefes de los Bastones Rojos que lideraron el ataque al Fuerte Mims. Cerca de 1.000 guerreros de trece pueblos Creek de las Alabamas, Tallapoosas y Abekas inferiores se reunieron en la desembocadura del Flat Creek en el río Alabama inferior.
Los blancos de sangre mixta que se llamaban Creeks de Tensaw, que se habían mudado de los pueblos superiores Creek con la aprobación del Consejo Nacional Creek, se unieron a los colonos europeos-estadounidenses para refugiarse dentro de la empalizada del Fuerte Mims. Había alrededor de 517 personas, incluidos unos 265 milicianos armados en el fuerte. El Fuerte Mims se encontraba a unas 35 a 45 millas (50 a 70 km) directamente al norte de Mobile en el lado este del río Alabama.
El 21 de agosto de 1813, un guerrero Choctaw llegó al Fuerte Easley con la noticia de que más de cuatrocientos Bastones Rojos planeaban atacar el Fuerte Easley y luego el Fuerte Madison. Esta noticia fue transmitida al general Ferdinand Claiborne en St. Stephens, quien a su vez envió refuerzos al Fuerte Easley. Según los informes, Claiborne sintió que el mayor Daniel Beasley, el comandante del Fuerte Mims, era capaz de manejar un ataque y que el Fuerte Easley necesitaba más apoyo.

## Ataque
El 29 de agosto de 1813, dos esclavos negros que cuidaban ganado fuera de la empalizada informaron que en las cercanías había "guerreros pintados", pero los exploradores montados del fuerte no encontraron señales de la partida de guerra. El mayor Beasley hizo azotar al segundo esclavo por "dar una falsa alarma". Beasley recibió una segunda advertencia la mañana del asalto por parte de un explorador montado, pero la desestimó y no tomó precauciones, ya que, según los informes, estaba borracho. Beasley había afirmado que podía "mantener el puesto contra cualquier número de indígenas", pero los historiadores creen que la empalizada estaba mal defendida. En el momento del ataque, la puerta este estaba parcialmente bloqueada por arena a la deriva. Beasley tampoco colocó piquetes ni centinelas, descartando los informes de que los Creeks estaban cerca.
Los Bastones Rojos atacaron durante la comida del mediodía, intentando tomar el fuerte en un golpe de Main cargando la puerta abierta en masa. Al mismo tiempo, tomaron el control de las lagunas de las armas y el recinto exterior. Bajo el mando del Capitán Bailey, la milicia y los colonos mantuvieron el recinto interior, luchando durante un tiempo; después de aproximadamente dos horas hubo una pausa de aproximadamente una hora. Los indígenas, con su ímpetu inicial disminuido dentro del fuerte y las bajas aumentando, celebraron un consejo improvisado para debatir si continuar la lucha o retirarse. A las 3 en punto, se decidió que los mestizos Tensaw liderados por Dixon Bailey tendrían que ser asesinados para vengar su traición en la Batalla de Burnt Corn.
Los Creeks lanzaron un segundo ataque a las 3 pm. Los defensores restantes se replegaron en un edificio llamado "bastión". Los Bastones Rojos prendieron fuego al "bastión" en el centro, que luego se extendió al resto de la empalizada. Los guerreros entraron a la fuerza en el recinto interior y, a pesar de los intentos de Weatherford, mataron a la mayoría de los defensores de la milicia, los mestizos Creek y los colonos blancos. Después de una lucha de horas, la defensa se derrumbó por completo y quizás 500 milicianos, colonos, esclavos y Creeks leales a los estadounidenses murieron o fueron capturados, y los Bastones Rojos se llevaron unos 250 cueros cabelludos. A las 5 de la tarde, la batalla había terminado y tanto la empalizada como los edificios terminaron saqueados y en llamas. Si bien salvaron la vida de casi todos los esclavos, se llevaron cautivos a más de 100 de ellos. Se sabe que al menos tres mujeres y diez niños fueron privados de su libertad. Unas 36 personas, casi todos hombres, escaparon, incluido Bailey, que resultó mortalmente herido, y dos mujeres y una niña. Cuando una columna de ayuda llegó del Fuerte Stoddard unas semanas más tarde, encontró 247 cadáveres de los defensores y 100 de los atacantes Creek.
Después de su victoria, los Bastones Rojos "arrasaron las plantaciones circundantes... Mataron más de 5.000 cabezas de ganado, destruyeron cosechas y casas, y asesinaron o robaron esclavos".

## Secuelas
La victoria de los Bastones Rojos en el Fuerte Mims sembró el pánico en toda la frontera sureste de los Estados Unidos, y los colonos exigieron la acción del gobierno y tuvieron que huir por miedo a ser asesinados. En las semanas posteriores a la batalla, varios miles de personas, aproximadamente la mitad de la población de los distritos de Tensaw y Tombigbee, huyeron de sus asentamientos hacia Mobile, que, con una población de 500 habitantes, luchó por acomodarlos.
La victoria de los Bastones Rojos (una de las más grandes logradas por los nativos americanos) y la masacre marcaron la transición de una guerra civil dentro de la tribu Creek a una guerra entre los Estados Unidos y los Bastones Rojos pertenecientes a los Creek superiores.
Dado que las tropas federales estaban ocupadas con el frente norte de la Guerra de 1812, Tennessee, Georgia y el Territorio de Misisipi movilizaron sus milicias para actuar contra las ciudades de los Creek superiores que habían apoyado la causa de los Bastones Rojos. Después de varias batallas, el general de división Andrew Jackson comandó estas milicias estatales y junto con los aliados Cheroquis derrotaron a la facción Creek de los Bastones Rojos en la Batalla de Horseshoe Bend, poniendo fin a la Guerra Creek.
Hoy, el sitio del Fuerte Mims es mantenido por la Comisión Histórica de Alabama. Fue agregado al Registro Nacional de Lugares Históricos el 14 de septiembre de 1972.
La masacre del Fuerte Mims se cita en la épica novela de Margaret Mitchell, Lo que el viento se llevó. En el libro, un personaje secundario, la abuela Fontaine comparte sus recuerdos de ver a toda su familia asesinada en el levantamiento Creek después de la masacre como una lección para la protagonista, Scarlett. Ella explica que una mujer nunca debe experimentar lo peor que le puede pasar, porque entonces nunca más podrá experimentar el miedo.